# Scolobates longicornis
Scolobates longicornis är en stekelart som beskrevs av Johann Ludwig Christian Gravenhorst 1829. Scolobates longicornis ingår i släktet Scolobates och familjen brokparasitsteklar. Arten är reproducerande i Sverige. Inga underarter finns listade i Catalogue of Life.